# 由布川村
由布川村（ゆふがわむら）は、大分県大分郡にあった村。現在の由布市、大分市の一部にあたる。

## 地理
由布川の流域に位置していた。

## 歴史
- 1889年（明治22年）4月1日、町村制の施行により、大分郡赤野村、三船村、朴木村、古野村、東院村が合併して村制施行し、由布川村が発足[1][2]。旧村名を継承した赤野、三船、朴木、古野、東院の5大字を編成[2]。
- 1948年（昭和23年）7月1日、大分郡石城川村大字来鉢字丸田を編入[1][2]。
- 1954年（昭和29年）10月1日、大分郡挾間村、谷村、石城川村と合併し、挾間村が存続して廃止された[1][2]。

### 地名の由来
由布川による。

## 産業
- 農業